# Шерстюк, Гавриил Игнатьевич
Гавриил Игнатьевич Шерстюк (24 марта 1891 года — 31 декабря 1953 года) — советский военачальник, генерал-майор (1940).

## Биография
Родился Гавриил Игнатьевич Шерстюк в 1891 году в селе Новый Тагамлык Полтавской губернии.

### Первая мировая война
С началом Первой мировой войны, в июле 1914 года Г.И. Шерстюк был призван в российскую армию, рядовым служил в 26-м запасном батальоне (Кременчуг), с декабря 1914 года — в 10-м запасном батальоне 10-го запасного полка (Ярослав), учился в учебной команде полка. В составе полка участвовал в боях с австро-венграми в Карпатах, командовал отделением, затем взводом, дослужился до старшего унтер-офицера. В сентябре 1916 года поступил в Чугуевское юнкерское училище, выпущен в 1917 году прапорщиком в 42-й запасной полк, и.д. командира роты. В июле 1917 года Г.И. Шерстюк был назначен младшим офицером роты в 42-м стрелковом полку, с августа по сентябрь 1917 года обучался на офицерских пулемётных курсах 11-й стрелковой бригады. Демобилизован в декабре 1917 года.

### Гражданская война
Во время Гражданской войны, в сентябре 1919 года Г.И. Шерстюка мобилизовали в Добровольческую армию, однако служить у белогвардейцев он не захотел, дезертировал, в октябре 1919 года собрал партизанский отряд и присоединился к 1-му сводному повстанческому полку Повстанческой Красной дивизии, в декабре 1919 года отряд влился в 366-й стрелковый полк 41-й стрелковой дивизии. Занимал должности адъютанта 1-го сводного повстанческого полка, затем — комендант стрелкового полка, командир роты, адъютант стрелкового полка. Воевал против армии А. И. Деникина на Южном фронте, затем на Юго-Западном фронте с войсками УНР, участвовал в Советско-польской войне (был ранен), затем сражался с отрядами Н. И. Махно и различными бандами на территории Украины.

### Между войнами
После Гражданской войны, с апреля 1921 года Г. И. Шерстюк — адъютант и вр.и.д. помощника командующего 395-го стрелкового полка 41-й стрелковой бригады, с июля 1922 года — командир батальона 132-го стрелкового полка 44-й стрелковой дивизии Украинского военного округа, затем помощник командира и вр.и.д командира 130-го Богунского стрелкового полка той же дивизии, с апреля 1924 года вернулся на должность командира батальона 132-го стрелкового полк, с мая по июль 1925 года — начальник отделения вневойсковой подготовки при Управлении Волынского округа, затем вернулся в 44-ю стрелковую дивизию, служил командиром батальона, вр.и.д начальника штаба полка. С мая 1926 года Г. И. Шерстюк — начальник штаба полка в 25-й, затем 75-й стрелковых дивизиях, в 1929 году окончил Курсы «Выстрел», с октября 1929 года — преподаватель тактики, начальник учебного отдела Школы Червонных старшин им. ВУЦИК, с декабря 1932 года — командир Белоцерковского стрелкового полка (с мая 1933 года — 185-й Туркестанский стрелковый полк), с марта 1938 года — помощник командира, с ноября 1938 года — командир 97-й стрелковой дивизии в Киевском особом военном округе (КОВО). Участвовал в Польском походе РККА (сентябрь 1939 года). С 28 января по 13 марта 1940 года дивизия участвовала в Советско-финской войне, за которую Г. И. Шерстюк был награждён орденом Красного Знамени (1940). В январе 1941 года становится комендантом Ковельского укреплённого района (УРа). С 1 апреля 1941 года — командир 45-й стрелковой дивизии 15-го стрелкового корпуса 5-й армии КОВО.

### Великая Отечественная война
С началом Великой Отечественной войны 45-й стрелковая дивизия вошла в состав Юго-Западного фронта, с 22 июня 1941 года участвовала в оборонительной операции на Западной Украине. И. Х. Баграмян впоследствии вспоминал:

Командир 45-й стрелковой дивизии опытный и хладнокровный генерал-майор Г. И. Шерстюк, экономя снаряды и патроны, приказывал подпускать фашистские цепи как можно ближе, расстреливать их в упор, а затем поднимал бойцов в штыки. Противник нес большие потери, но заметного продвижения не добился.— Баграмян И.X. Так начиналась война.
 Тем не менее, 45-я стрелковая дивизия с боями отходила к Коростеню, в июле 1941 года вела бои за Ковель, отступила к Киеву, где с августа 1941 года участвовала в Киевской оборонительной операции, в ходе которой 28 августа 1941 года попала в окружение, вышла 8-9 октября 1941 года с большими потерями — в её составе оставалось менее пятисот бойцов. В сентябре 1941 года Г.И. Шерстюк был ранен. Осенью 1941 года 45-я стрелковая дивизия была направлена в Воронеж для пополнения и переформирования. Г.И. Шерстюк командовал дивизией до 16 ноября 1941 года, затем был начальником Воронежского гарнизона.
Вскоре Г.И. Шерстюк был назначен заместителем командующего 38-й армии А.Г. Маслова, после его отбытия, с 21 февраля по 6 марта 1942 года — вр.и.д. командующего 38-й армией. Начальник штаба армии С. П. Иванов вспоминал:

Гавриил Игнатьевич Шерстюк очень располагал к себе. Он умел без нажима мобилизовать любой воинский коллектив на выполнение самого сложного и ответственного задания. Никогда не забуду, как весь он, до рыжеватой щетинки на бритой голове, светился доброжелательностью, разъясняя наилучший путь решения той или иной трудной задачи. Генерал Шерстюк мало бывал на КП. Максимум времени он проводил в войсках, помогая командирам дивизий готовить свои части к новым боям, ибо был уверен, что вскоре мы вновь получим приказ на наступление.— Иванов С. П. Штаб армейский, штаб фронтовой.
 С прибытием нового командующего армией К. С. Москаленко, Г. И. Шерстюк становится его заместителем. В ходе Харьковской операции 6-я, 57-я и части 9-й армии оказались в окружении, 38-я армия получила приказ подготовить удар с востока в направлении к пробивающимся из окружения войскам. Для этого была создана оперативная группа под командованием Г. И. Шерстюка на левом фланге армии, в состав группы входили 242-я стрелковая дивизия, 114-я танковая бригада, сапёрные и разведывательные подразделения. 22 мая 1942 года группа генерала Шерстюка переправилась через Северский Донец и овладела Чепелем, где в её состав вошли остатки 64-й танковой бригады и некоторые другие части из состава окружённых армий. Группа не была поддержана другими частями и заняла оборону поперёк излучины Северского Донца. После окончания Харьковской операции группа была расформирована, а Г. И. Шерстюк вернулся к обязанностям заместителя командующего армией. С июня 1942 года участвовал в Воронежско-Ворошиловградской операции. В июле 1942 года управление 38-й армии было направлено на формирование полевого управления 1-й танковой армии Сталинградского фронта, войска 38-й армии передавались 21-й армии, Г.И. Шерстюк возглавлял комиссию по передаче войск, затем он стал заместителем командующего 1-й танковой армии К. С. Москаленко.
В 1943 году Г. И. Шерстюк окончил 3-х месячные курсы при Высшей военной академии имени К. Е. Ворошилова, с июня 1943 года по февраль 1944 года состоял в распоряжении Г. К. Жукова.
В феврале 1944 года был назначен заместителем командира 27-й армии С. Г. Трофименко, участвовал в Корсунь-Шевченковской, Уманско-Ботошанской, Ясско-Кишинёвской, Дебреценской и Будапештской операциях, с марта 1945 года — заместитель командующего 40-й армией генерала Ф. Ф. Жмаченко, участвовал в Братиславско-Брновской и Пражской операциях.

### После войны
В мае 1946 года 40-я армия была расформирована, Г.И. Шерстюк направлен в распоряжении Главного Управления Кадров, в августе 1946 года назначен заместителем командующего по ВУЗам Белорусского военного округа (БВО), с 1947 года — начальник Управления боевой и физической подготовки БВО. В 1949 году был назначен председателем ЦК ДОСАРМ (с 1952 года — председателем ЦК ДОСААФ) Белорусской ССР, руководил им до самой смерти.
Умер Гавриил Игнатьевич Шерстюк в 1953 году, в Минске.

## Воинские звания
- полковник — 16.12.1935
- комбриг — 01.02.1940
- генерал-майор — 04.06.1940

## Награды
- Орден Ленина — 21.02.1945 (за выслугу лет)
- Три ордена Красного Знамени — 22.02.1941, 17.05.1944, 3.11.1944, 15.11.1950
- Орден Суворова 2-й степени — 13.09.1944
- Орден Кутузова 2-й степени — 28.04.1945
- Орден Богдана Хмельницкого 2-й степени — 24.04.1944
- Орден Красной Звезды — 05.11.1942
- Медаль «За оборону Сталинграда» — 1942
- Медаль «За освобождение Праги» — 1945
- другие медали

## Документы
- Общедоступный электронный банк документов «Подвиг Народа в Великой Отечественной войне 1941—1945 гг.» Дата обращения: 29 марта 2013. Архивировано из оригинала 30 марта 2013 года. № в базе данных 12045184. Дата обращения: 29 марта 2013. Архивировано из оригинала 4 марта 2016 года., 20226618. Дата обращения: 29 марта 2013. Архивировано из оригинала 4 марта 2016 года., 20787736. Дата обращения: 29 марта 2013. Архивировано из оригинала 4 марта 2016 года., 20918466. Дата обращения: 29 марта 2013. Архивировано из оригинала 4 марта 2016 года., 27992923. Дата обращения: 29 марта 2013. Архивировано из оригинала 4 марта 2016 года., 46327804. Дата обращения: 29 марта 2013. Архивировано из оригинала 4 марта 2016 года..